# Philip Reeve
Philip Reeve (Brighton; 28 de febrero de 1966) es un escritor inglés, autor de la tetralogía de fantasía épica Mortal Engines Quartet.

## Premios
El primer volumen de Mortal Engines Quartet, Máquinas mortales, obtuvo en 2001 el premio Nestle Smarties Book Prize, concedido a las mejores obras del género infantil y juvenil. Railhead fue finalista del premio Andre Norton de 2017.

## Obras

### Novelas juveniles
Universo Máquinas mortales (Mortal Engines Universe)
1. Serie Máquinas mortales (Mortal Engines Quartet, AKA Hungry City Chronicles):
  1. Máquinas mortales (Mortal Engines) (2001)
  2. El oro del depredador (Predator's Gold) (2003)
  3. Inventos infernales (Infernal Devices) (2005)
  4. Una llanura tenebrosa (A Darkling Plain) (2006)

  - Traction City (2011), novela corta, reescrita en el cuento "Traction City Blues"
  - The Traction Codex: An Historian's Guide to the Era of Predator Cities (2012), con Jeremy Levett, guía
  - Vuelos nocturnos (Night Flights: A Mortal Engines Collection) (2018), precuela, colección de 3 cuentos:
"Frozen Heart", "Traction City Blues", "Teeth of the Sea"
  - The Illustrated World of Mortal Engines (2018), con Jeremy Levett, guía
2. Serie Fever Crumb, precuela:
  1. Fever Crumb (2009)
  2. A Web of Air (2010)
  3. Scrivener's Moon (2011)

Trilogía Larklight
1. Una casa en el espacio (Larklight) (2006)
2. Starcross (2007)
3. Mothstorm (2008)

Serie Railhead
1. La gran red (Railhead) (2015)
2. El expreso de la Luz Negra (Black Light Express) (2016)
3. Station Zero (2018)

Independientes
- Here Lies Arthur (2007)
- No Such Thing As Dragons (2009)

### Cuentos
- "Doctor Who: The Roots of Evil" (2013),[3] #4 de la serie Doctor Who 50th Anniversary E-Shorts

### Cuentos infantiles
- "The Exeter Riddles" (2013)

### Libros infantiles
Serie Buster Bayliss:
1. Night of the Living Veg (2002)
2. The Big Freeze (2002)
3. Day of the Hamster (2002)
4. Custardfinger! (2003)

Serie Goblins:
1. Goblins (2012)
2. Goblins vs Dwarves (2013)
3. Goblin Quest (2014)

Serie Reeve & McIntyre Production, AKA A Not-So-Impossible Tale (escrita con, e ilustrada por Sarah McIntyre):
1. Oliver y las marpelucas (Oliver and the Seawigs, AKA Oliver and the Sea Monkeys) (2013)[5]
2. Pastel espacial (Cakes in Space) (2014)
3. Minichuchos del Polo Norte (Pugs of the Frozen North) (2015)
4. Jinks & O'Hare Funfair Repair, AKA Carnival in a Fix (2016)[6]

- Pug-a-Doodle-Do! (2017), libro de actividades

Serie Roly-Poly Flying Pony:
1. Un poni en las nubes (The Legend of Kevin) (2018)
2. Kevin's Great Escape (2019)

Independientes:
- The Angry Aztecs And The Incredible Incas: Two Books In One (2001), con Terry Deary, de la serie Horrible Histories Collections

### No ficción
- Horatio Nelson and His Victory (2003), historia, de la serie Dead Famous

## Adaptaciones
- Mortal Engines (2018), película dirigida por Christian Rivers, basada en la novela Máquinas mortales